# Китайская национальная ядерная корпорация
Китайская национальная ядерная корпорация (China National Nuclear Corporation, CNNC) — крупнейшая китайская компания, работающая в сфере атомной энергетики и разработки ядерного оружия (геологические исследования урановых месторождений, добыча и обогащение урана, производство ядерного топлива, производство атомной электроэнергии, проектирование и строительство АЭС в Китае и за рубежом, разработка ядерных реакторов и различного энергетического оборудования, переработка и утилизация ядерных отходов, научные исследования в области ядерной физики). Руководство компании напрямую подчиняется Госсовету Китая. Штаб-квартира расположена в Пекине.

## История
В 1955 году было основано Министерство атомной промышленности Китая (формально называлось Второе министерство машиностроения Китая). Осенью 1988 года в рамках масштабной реорганизации военно-промышленного комплекса страны и с целью выхода на внешние рынки министерство было преобразовано в государственную компанию «Китайская национальная ядерная корпорация», подконтрольную Госсовету КНР. В середине 1990-х годов в состав CNNC входило около 200 структурных подразделений, в которых работало около 300 тыс. сотрудников.
В 2004 году Госсовет основал State Nuclear Power Technology Corporation, которая начала конкурировать с CNNC в области создания новых типов ядерных реакторов (SNPTC сделала ставку на иностранные реакторы третьего поколения, а CNNC отстаивала отечественные реакторы CNP-1000). В 2009 году президент CNNC Кан Жисинь был обвинён в растрате средств и уволен, после чего корпорацию возглавил Сунь Цинь. В 2012 году Китайская национальная ядерная корпорация договорилась с французской корпорацией Areva о поставках в Китай урановой руды. По состоянию на конец 2013 года CNNC генерировала 402,8 млрд кВт.
По состоянию на 2014 год China National Nuclear Corporation управляла четырьмя АЭС с девятью реакторами (ещё 12 реакторов находились в стадии строительства), в 110 дочерних структурах было занято 100 тыс. сотрудников. В рамках инициативы «Один пояс и один путь» Китайская национальная ядерная корпорация проектирует и строит ядерные объекты в Пакистане (АЭС Чашма и АЭС Карачи), Иране, Саудовской Аравии, Египте, Алжире, Гане и Аргентине, а также экспортирует свои реакторы и ядерное топливо в десятки стран мира. В 2018 году CNNC поглотила строительную корпорацию China Nuclear Engineering & Construction (CNEC).

## Активы

### Атомные электростанции
Свой первый атомный энергоблок China National Nuclear Corporation запустила в 1991 году. По состоянию на 2015 год атомные электростанции, находящиеся под управлением China National Nuclear Corporation, производили половину атомной электроэнергии Китая (остальное приходилось на мощности China General Nuclear Power Group и State Power Investment Corporation).

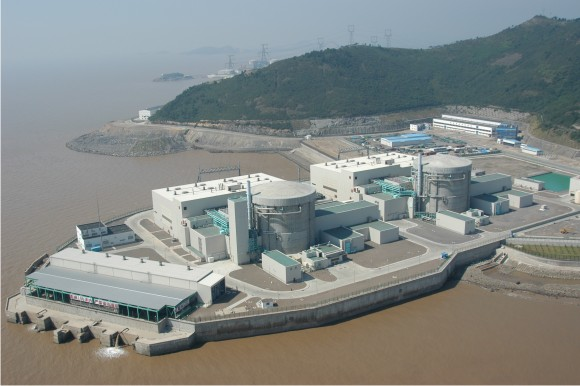
АЭС Тяньвань (Цзянсу)
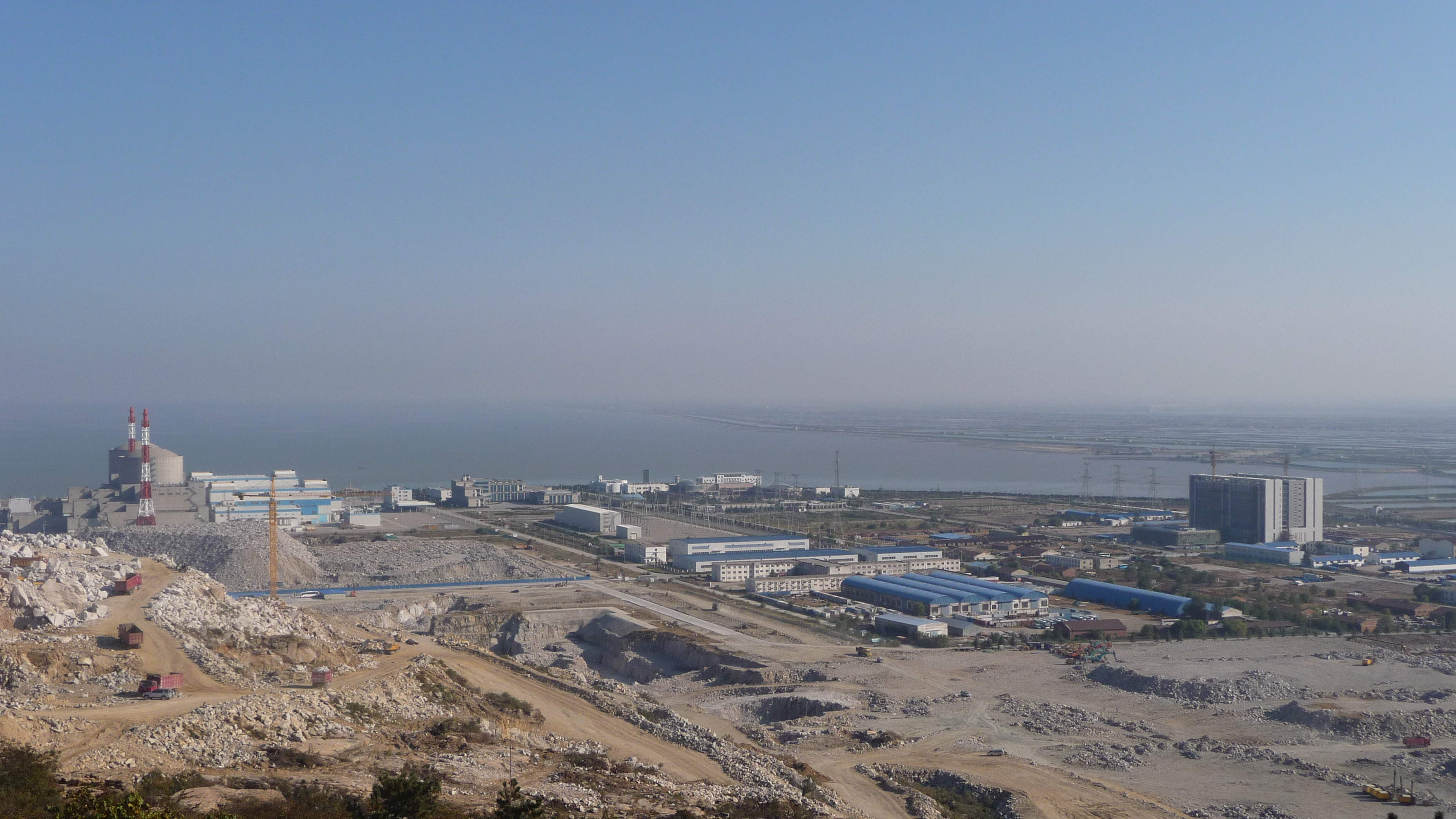
АЭС Циньшань (Чжэцзян)
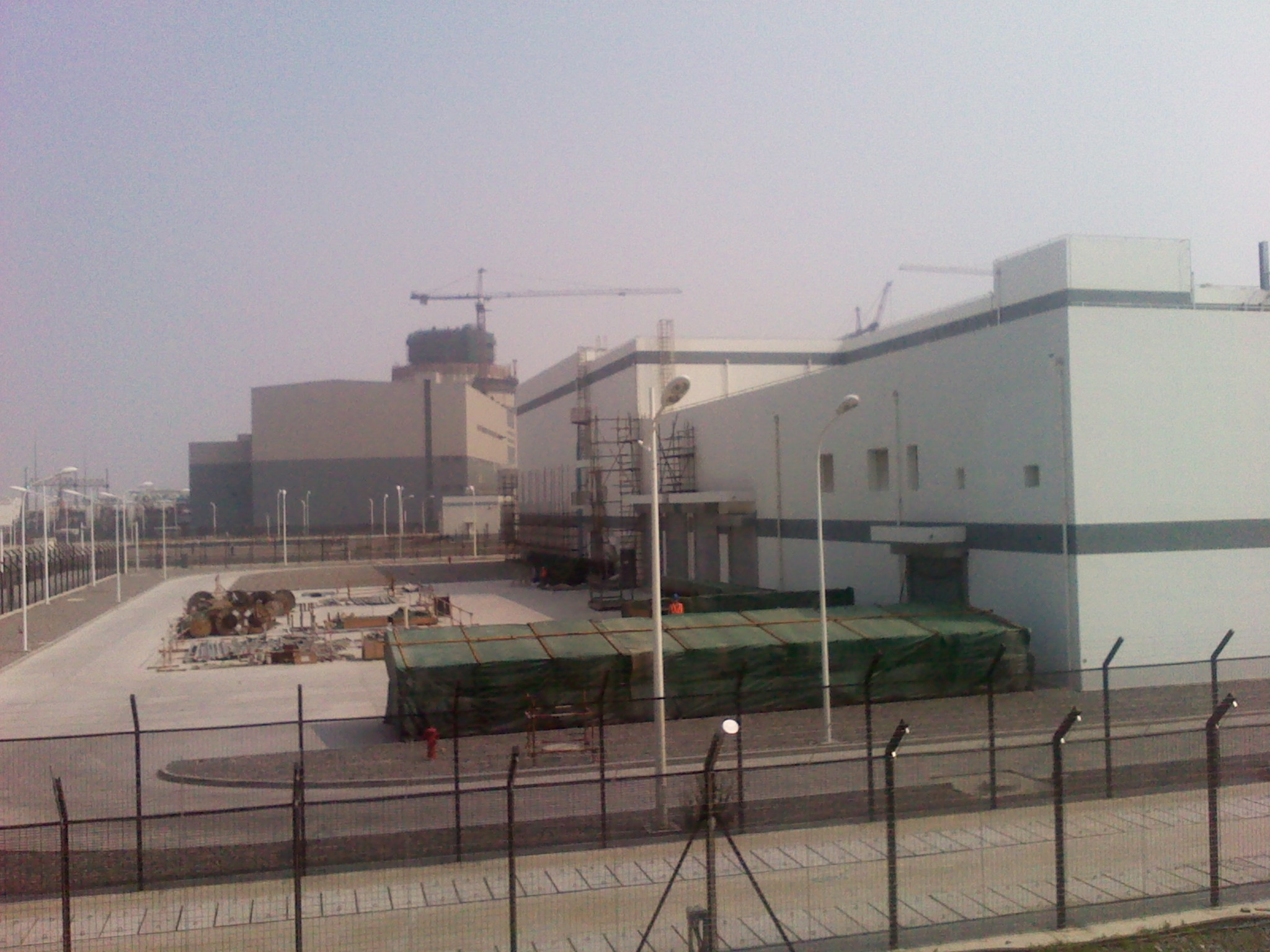
АЭС Фанцзяшань (Чжэцзян)
- АЭС Саньмэнь (Чжэцзян)
- АЭС Фуцин (Фуцзянь)
- АЭС Чжанчжоу (Фуцзянь)
- АЭС Чанцзян (Хайнань)

- АЭС Циньшань
- АЭС Тяньвань
- АЭС Саньмэнь

### Промышленные предприятия
China National Nuclear Corporation и её дочерние структуры ведут добычу урановой руды во Внутренней Монголии и Синьцзяне, а также в Гуанси, провинциях Цзянси, Чжэцзян, Хунань и Гуандун (часть урановых месторождений China National Nuclear Corporation разрабатывает совместно с компаниями PetroChina, Sinopec, China Shenhua Energy и China General Nuclear Power Group). Кроме того, совместно с Paladin Energy China National Nuclear Corporation участвует в добыче урана в штате Западная Австралия. Дочерняя компания CNNC International занимается добычей урана и угля в Монголии, Казахстане, Нигере, Намибии и Зимбабве.

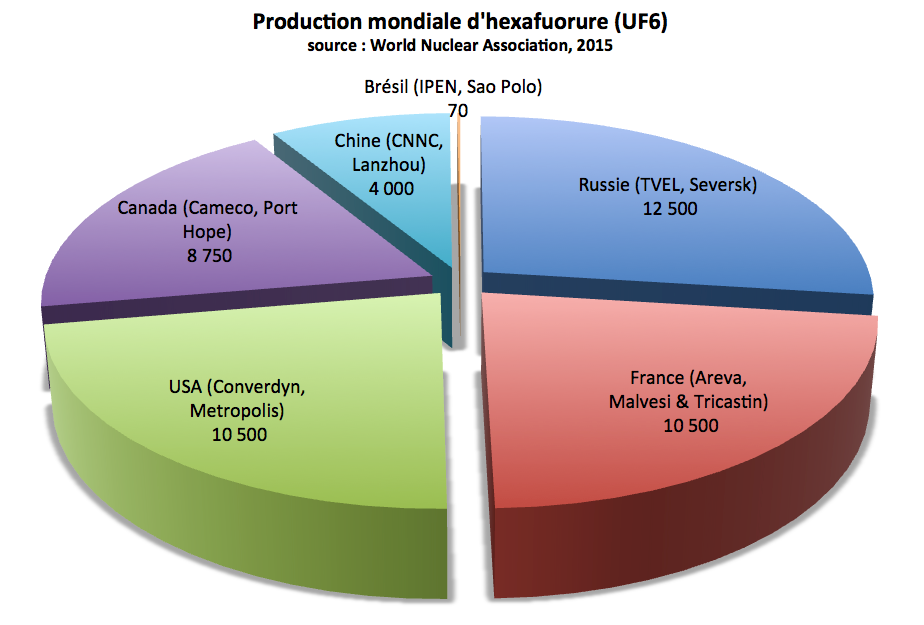
Крупнейшие мировые производители обогащённого урана (2015)

- Завод по обогащению урана в Ланьчжоу
- Завод по обогащению урана в Ханьчжуне
- Завод по обогащению урана в Хэнъяне
- Завод ядерного топлива в Ибине
- Завод ядерного топлива в Баотоу
- Завод изотопов в Чэнду
- Завод Eastern Zirconium Industry Co.
- Завод Western New Zirconium Nuclear Material Technology Co.
- Завод атомного машиностроения в Эмэйшане
- Завод атомных инструментов в Пекине
- Завод атомных инструментов в Сиане
- Завод атомного оборудования в Сиане
- Завод атомных инструментов в Шанхае
- Завод атомных инструментов в Ухане
- Завод оптических инструментов в Сучжоу
- Завод клапанов в Сучжоу
- Авторемонтный завод в Урумчи
- Завод по производству глюкозы в провинции Хэбэй
- Горно-металлургическое бюро Цзянси
- Горно-металлургическое бюро Гуандуна
- Горно-металлургическое бюро Ганьсу
- Горно-металлургическое бюро Синьцзяна
- Горно-металлургическая компания Юньнани
- Северо-западный полигон радиоактивных отходов
- Полигон радиоактивных отходов Горы Фэйфен

### Научные учреждения
В структуре China National Nuclear Corporation работает 23 научно-исследовательских института ядерных технологий, а также несколько экспериментальных ядерных установок. Оборудование, разработанное и произведённое China National Nuclear Corporation, контролировало радиационный фон и сканировало территорию на предмет наличия взрывчатых веществ во время Летних Олимпийских игр 2008 года в Пекине и Всемирной выставки 2010 года в Шанхае, а также на крупных государственных праздниках.
- Китайский институт атомной энергии (Пекин)
  - Китайский экспериментальный реактор на быстрых нейтронах
- Китайский институт радиационной защиты (Пекин)
- Юго-западный институт физики (Чэнду)
- Институт ядерной энергетики Китая
- Китайский исследовательский институт ядерной информации и экономики
- Пекинский институт ядерных разработок
- Пекинский исследовательский институт биологических технологий
- Пекинский исследовательский институт геологии
- Пекинский институт химических разработок и металлургии
- Пекинская больница ядерной промышленности
- Даляньский институт прикладных технологий
- Исследовательский институт операций ядерной энергии
- Исследовательский институт стандартизации
- Исследовательский институт компьютерных приложений
- Институт физико-химических разработок
- Испытательный центр ядерной устойчивости
- Консультационный центр научно-технического развития

### Дочерние компании
Крупнейшим подразделением CNNC является China National Nuclear Power Co. / CNNP (совместное предприятие компаний China National Nuclear Corporation, China Three Gorges Corporation, COSCO и Aerospace Capital Holdings). China National Nuclear Power занимается инвестициями в атомную, ветряную и солнечную энергетику, теплоснабжением и промышленным пароснабжением, опреснением морской воды, производством водорода, строительством, управлением и эксплуатацией АЭС, техническими услугами и консультациями, разработкой технологий в сфере ядерной безопасности, научными исследованиями.
- China Nuclear Engineering & Construction Corporation / CNEC (строительство объектов в Китае)[25]
  - China Nuclear Engineering Corporation
- China Nuclear Power Project Co. (строительство объектов в Китае)
- China Zhongyuan Engineering Corporation (строительство объектов за рубежом)
- China Nuclear Fuel Co. (производство ядерного топлива)
- China Isotope Radiation Co. (производство изотопов и других радиоактивных веществ)
- China Nuclear Instrumentation and Equipment Corporation (производство инструментов и оборудования)
- China Nuclear Control System Engineering Co. (производство контрольно-измерительных приборов)
- CNNC SUFA Technology Industry Co. (производство клапанов)
- China Rich Energy Corporation (развитие ветряной и солнечной энергетики)
- China CNNC Baoyuan Property Holding Corporation (управление проектами и технические услуги)
- China Nuclear Industry News Agency (новостное агентство)
- Kaili (Shenzhen) Catering Management Co. (общественное питание на предприятиях)
- Beijing Lihuan Fire Protection Engineering Co. (противопожарное оборудование и услуги)
- Oil & Gas Engineering Co. (разведка и добыча нефти и газа)
- China Uranium Corporation (добыча урана за рубежом)
- CNNC International (добыча урана за рубежом)
- CNNC New Energy Corporation (совместное предприятие CNNC и China Guodian Corporation)[26]

- Wuhan Nuclear Power Operation Technology Co.
- Shanghai Puyuan Corporation
- Shanghai Nuclear Equipment Compamy
- Qingyuan Environmental Technology Engineering Co.
- Fengyuan Uranium Enrichment Co.
- Honghua Special Gas Co.
- Guanghua Chemical Industry Company
- Jianzhong Chemical Industry Corporation
- Hengyang Xinhua Chemical Industry & Milling Co.
- Jiangsu Nuclear Power Company
- Gansu Huayuan Industrial Corporation
- Hainan Haiyuan Development Co.
- Changchen Industrial Corporation
- Shenzhen Huayuan Industry Development Company
- Motor Operation Technology Development Company
- Beijing Yitong Medicine Engineering Development Co.
- Beijing Jinghe Civil Goods Supply & Sales Company
- Beijing Store & Transportation Co.
- Beijing Huaqing Co.
- Beijing Jingbao Co.
- Wuzhou Industry Co.
- Zhengzhou Store & Trade Company
- Yanning Co.

Компания China Rich Energy Corporation владеет ветряными электростанциями в Синьцзяне, Внутренней Монголии, Ганьсу, Шаньдуне, Фуцзяне, Хайнане и Гуанси, а также солнечными электростанциями в Хэбэе, Ганьсу и Цинхае.